# Алија Узуновић
Алија Узуновић је рођен 15. децембра 1945. године у Козлуку, Зворник. Студирао је историју и географију на Педагошкој академији у Сарајеву а потом историју и латински језик на Филозофском факултету у Сарајеву. Постдипломске студије завршио је у Београду изучавајући политичке системе. Био је директор ОУР- а за културуу и информисање у Зворнику у оквиру кога су функционисали Народна библиотека Зворник, Радио Зворник, "Глас са Дрине". У музеју Источне Босне у Тузли, радио је као кустос, а на Медицинском факултету у Тузли предавао је латински језик.
Био је уредник, рецензент, лектор и редактор више књига. Уређивао је часопис Међурепубличке заједнице културе Сава, који је излазио у Шапцу под називом "Провинција".

## Биографија
Професор и књижевник, Алија Узуновић је рођен у Козлуку 15. децембра 1945. године. Основну школу завршио је у Кузлуку а средњу Зворнику. Студије историје и географије је завршио на Вишој педагошкој школи у Сарајеву. Студије историје и латинског језика на сарајевском Филозофском факултету. Постдипломске студије на Факултету политичких наука Универзитета у Београду . Радио је у образовању, политици и култури. Започео пројекат Зворничка културна баштина.

## Образовање
- Филозофски факултет Сарајево

## Дјела
- Зворник Хисторијска монографија
- Козлук монографија
- Одбрана слободе